# Станколит
«Станколи́т» — бывший металлургический завод в Бутырском районе Москвы. Основной продукцией завода было чугунное литьё. Открыт в 1934 году, закрыт в 1990-х годах. Ныне его территория и частично здания используются в качестве коммерческой недвижимости.

## История
В 1929 году Мосмаштрестом было принято решение о создании чугунолитейного цеха производительностью 25 тысяч тонн литья в год на заводе «Борец». Его задачей было снабжение московских промышленных предприятий чугунными заготовками. Первая плавка в недостроенном ещё цеху была выполнена 7 ноября 1931 года.
21 апреля 1931 года Президиумом Высшего совета народного хозяйства СССР было принято постановление, согласно которому начавшийся уже строиться цех был преобразован в отдельное производство под названием «Центролит», проектная мощность которого была увеличена до 30 тысяч тонн литья в год. Строительство «Центролита», переименованного 25 января 1932 года в «Станколит», было включено в план Первой пятилетки. Проектирование производственных зданий было осуществлено Московской государственной строительной конторой «Строитель», создавшей в то время проекты многих промышленных предприятий. Окончательный вариант плана предприятия был утверждён только в начале июля 1933 года, он предусматривал не только строение предприятия, но и жилой и социальной инфраструктуры для работников.
Завод был полностью пущен 7 марта 1934 года. Его штат на тот момент составлял 1492 рабочих, 194 инженерно-технических работника и 134 служащих. На 1934 год было запланировано выход завода на 50 % проектной мощности в объёме 15 тысяч тонн литья. С началом Великой Отечественной войны 22 июня 1941 года завод всего в течение десяти дней наладил производство ручных гранат, а уже в январе 1942 года начал изготовление литых корпусов 120-миллиметровых мин. При этом значительная часть производственных мощностей и сотрудников была эвакуирована из Москвы в Нижний Тагил и порядка трёх сотен сотрудников предприятия записалось добровольцами в Народное ополчение. Всё это не могло сказаться на объёмах производства. Для решения проблемы с нехваткой рабочих на заводе в мае 1942 года был устроен лагерь в составе ГУЛАГа. По подсчётам общества «Мемориал», количество работавших и живших на территории зэков могло доходить до двух тысяч человек. Дата закрытия лагеря неизвестна — он точно существовал ещё 20 июня 1945 года, а по некоторым данным продолжал действовать в 1947 году.
В 1948—1949 году завод вернулся на довоенные объёмы производства, выпустив 30,3 тысячи тонн литья. В 1950 году была запланирована реконструкция, которая предусматривала удвоение производства — до 60 тысяч тонн в год. В 1950 году предприятие было первым в мире, внедрившим поточное производство отливок для станкостроения. В 1957 году было произведено 62 тысячи тонн литья. В 1970-х годах на «Станколите» была запущена автоматическая формовочная линия отливавшая мелкие отливки, стержни производились на комплексно-механизированных линиях. Вплоть до 1980-х годов производство неуклонно увеличивалось, и с 1976 по 1980 годы включительно завод отлил 481 тысячу тонн отливок (в среднем 96,2 тысячи тонн в год), что на 9600 тонн больше, чем за предыдущую пятилетку. Количество работников достигало 4000 человек.
Начиная со второй половины 1980-х годов завод вошёл в полосу глубокого кризиса, вызванного общей экономической обстановкой в стране. К 1996 году количество рабочих сократилось до 300 человек, причём даже им зарплата задерживалась по полгода. Один из рабочих даже пытался совершить в знак протеста публичное самоубийство. Помещения завода активно сдавались в аренду различным организациям, среди которых одним из ключевых арендаторов была торговая сеть «Санрайз». В марте 2003 года в помещения бывшего уже завода переместился изгнанный с территории стадиона «Динамо» вещевой рынок.
В 2010-х годах здания на территории бывшего завода были частично снесены — на их месте построен высотный жилой и офисный комплекс «Савёловский сити», частично перестроены под использование в качестве коммерческой недвижимости. В сохранившихся бывших производственных корпусах открылись гипермаркет Metro Cash & Carry, фудкорт и другие торговые точки, складские помещения.

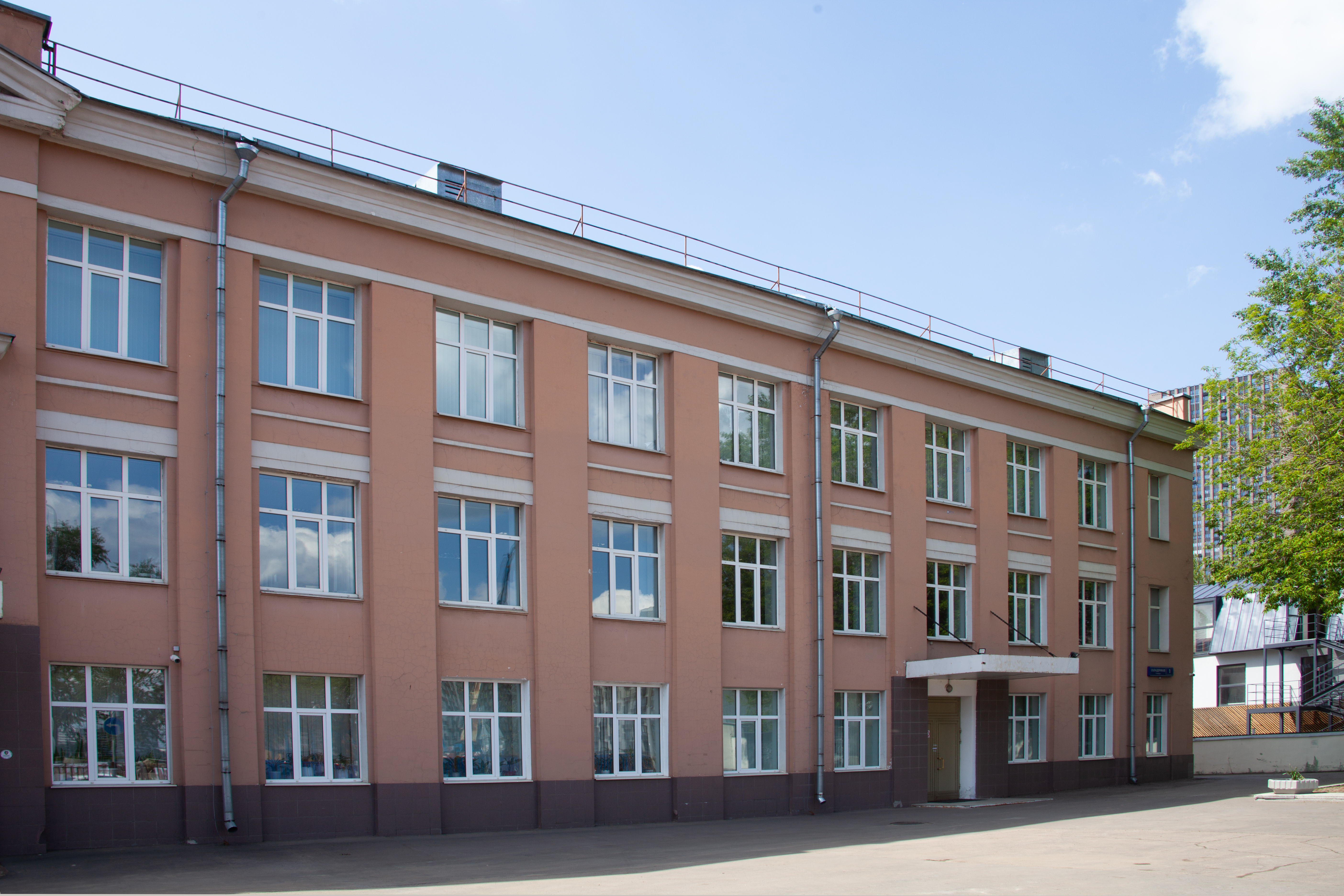
Здание бывшего заводуправления
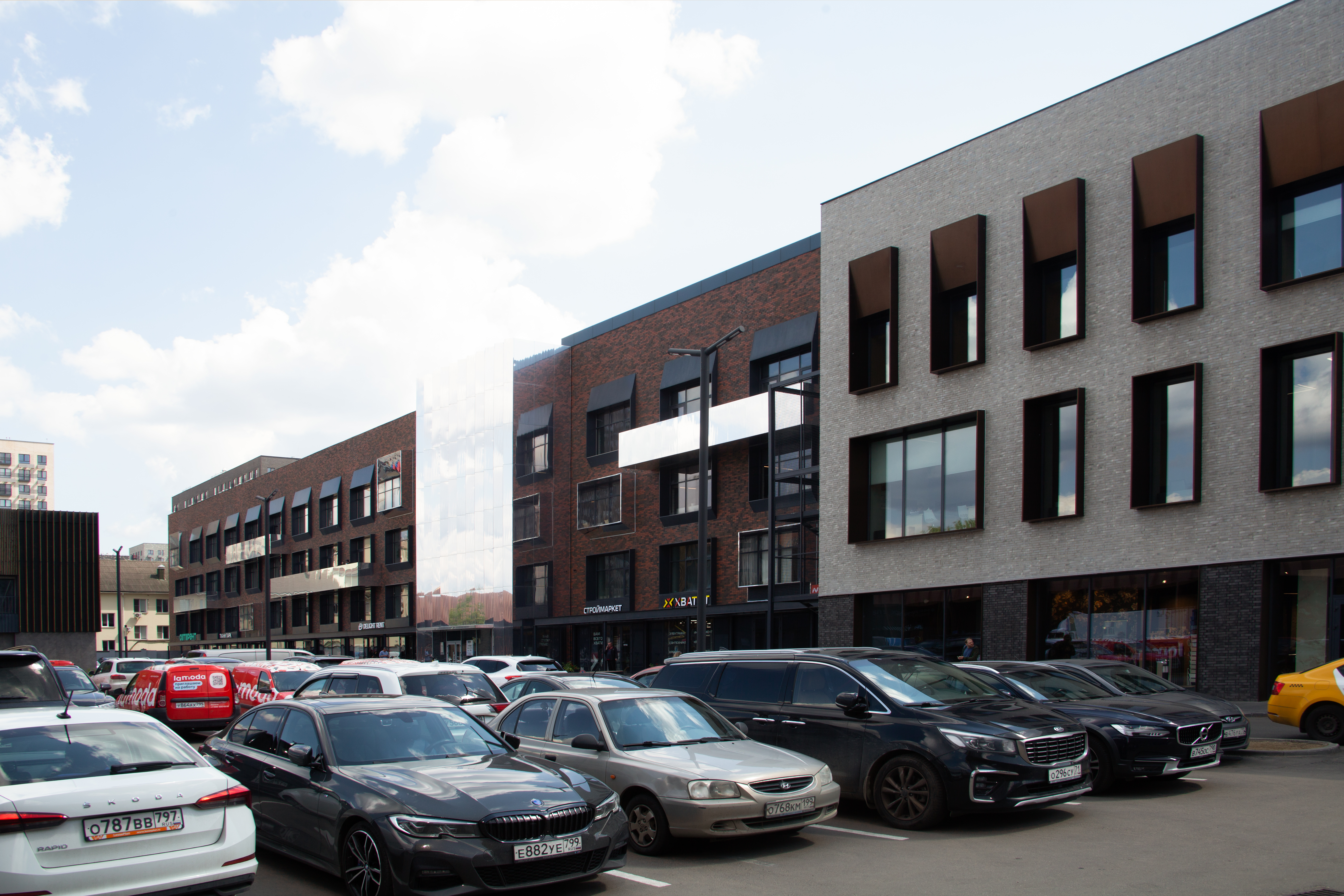
Один из бывших цехов
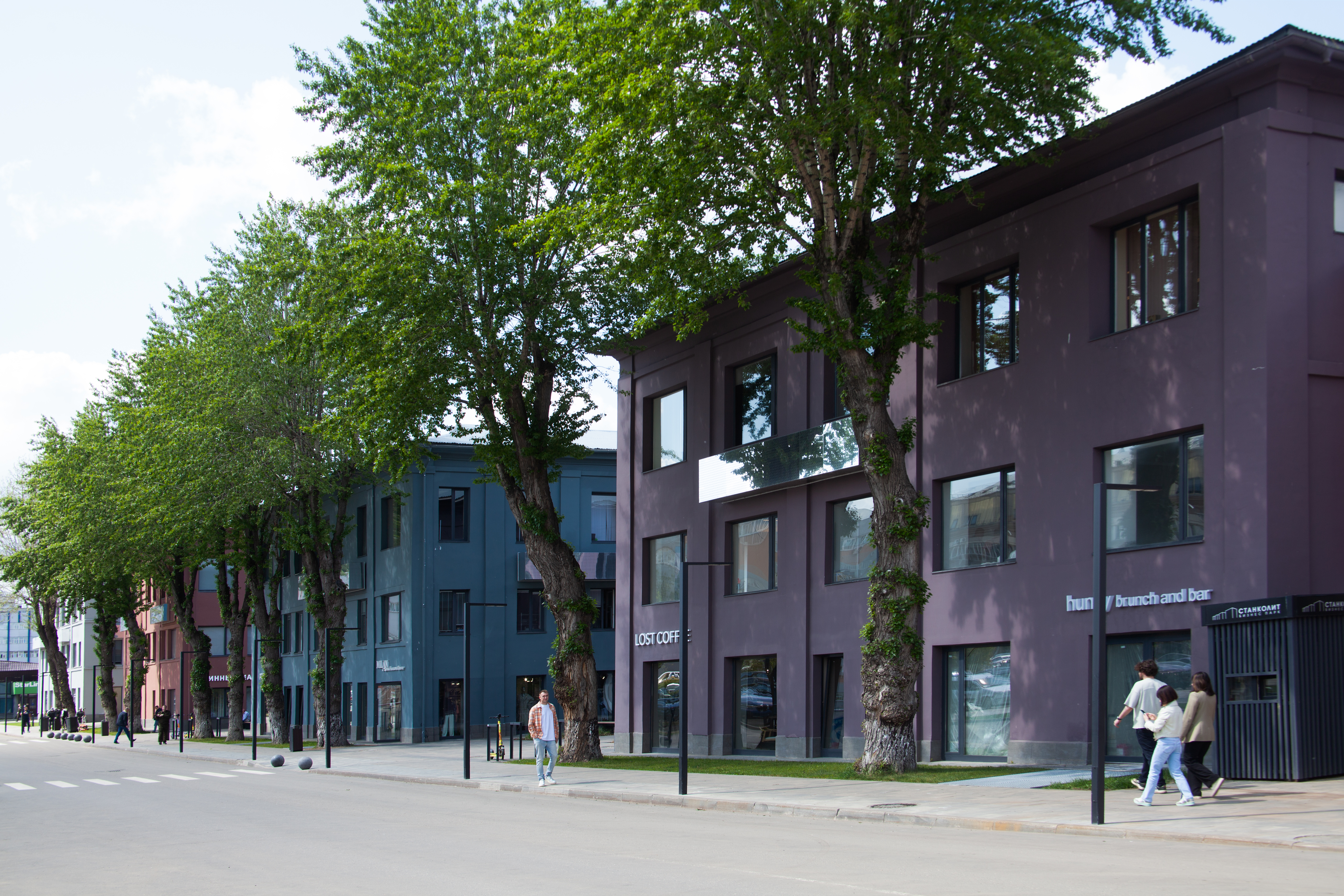
Один из бывших цехов
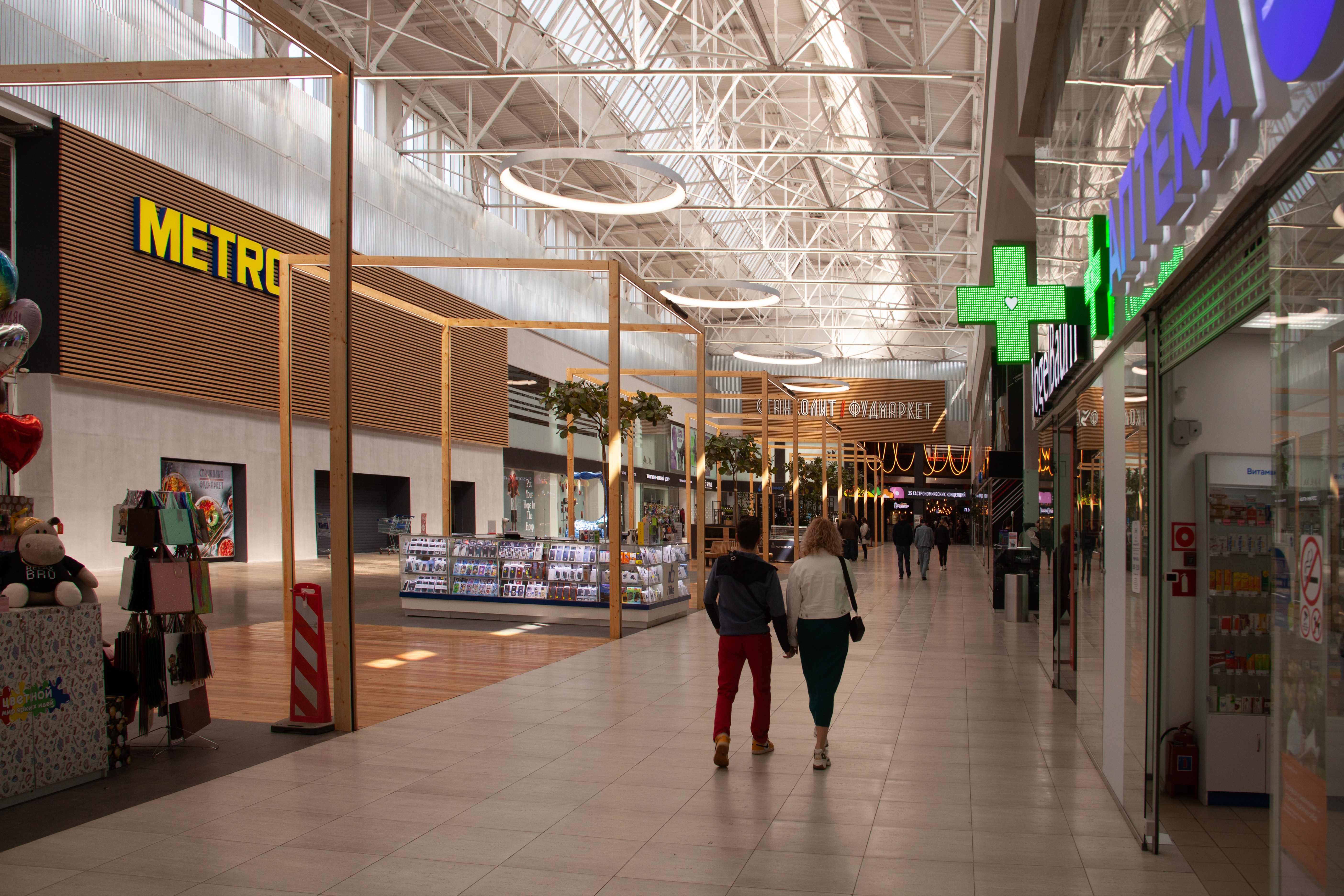
Торговая галерея в бывшем цеху

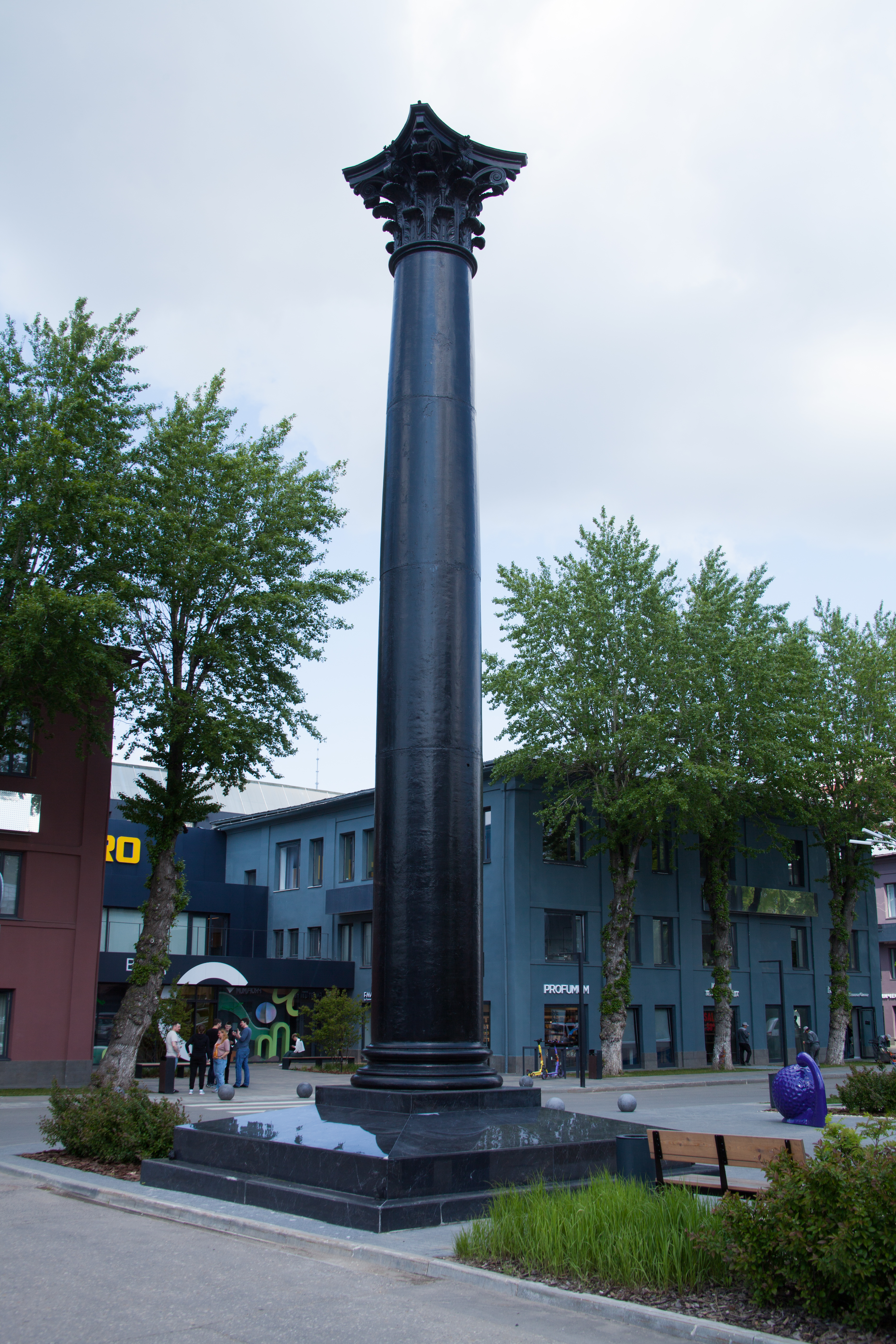
Колонна Триумфальных ворот на территории бывшего завода

## Продукция
Завод «Станколит» специализировался на производстве чугунного литья — простого литья средней сложности, а также крупногабаритного, стержневого и многостержневого литья для станков, турбин и металлургического оборудования. Уже вскоре после запуска завода в 1934 году было налажено производство литья для 22 типов револьверных, фрезерных и некоторых других станков. Основной продукцией завода был литой чугун, в том числе модифицированный и легированный. В 1948—1952 годах предприятие было первым в СССР, внедрившим использование механических и инерционных выбивных машин. 
Также предприятие выполнило большое количество уникальных заказов. Например, в 1947 году на заводе были отлиты новые чугунные решётки, использованные при реконструкции Никитского, Рождественского и Цветного бульваров и площади Борьбы. При восстановлении в 1967 году на Кутузовском проспекте Триумфальных ворот, посвящённых победе русского народа в Отечественной войне 1812 года, по деталям единственной уцелевшей чугунной колонны на заводе были отлиты 12 новых чугунных колонн взамен утраченных.

## Сотрудники

### Директоры
- Кулешов, Пётр Фёдорович (1906—1990) — советский хозяйственный, государственный и политический деятель, Герой Социалистического Труда. С 1932 года работал на московском заводе «Станколит». Сперва — технолог, затем начальник земледельного, плавильного, второго литейного цехов завода, начальник производства. С 1941 года — главный инженер, с 1952 года по 1973 годы — директор[23]

### Другие
- Клёцкин, Григорий Ильич (1908—1983) — главный металлург завода «Станколит» в 1953—1979 годах.
- Кохов, Николай Степанович (1919—1980) — полковник Советской Армии,  Герой Советского Союза, после войны работал диспетчером завода «Станколит».
- Лёвушкина, Ксения Павловна (1919—1973) — рабочая-стержневщица, Герой Социалистического Труда.

## Награды
В 1966 году завод был награждён орденом Ленина, а в 1976 году — орденом Трудового Красного Знамени. Два сотрудника предприятия получили звания Героя Социалистического Труда: в 1960 году контролёр Ксения Павловна Лёвушкина, в 1966 году — директор предприятия Пётр Фёдорович Кулешов. Одному работнику «Станколита» была присуждена Ленинская премия, двум — Государственная премия СССР. Всего к 1980-му году более 2300 работников были удостоены правительственных наград.

## Социальная сфера
За годы своего существования заводом было построено большое количество различной социальной инфраструктуры для своих сотрудников. Среди них: жилые дома для сотрудников, Дом культуры, библиотека, поликлиника, профилакторий. Под Москвой имелся пионерский лагерь для детей работников. При заводе был создан техникум и филиал института.

### Музей
4 июля 1978 года был открыт музей предприятия. В экспозиции имелось более пяти тысяч экспонатов и документов, освещавших историю завода. Руководством было принято решение о передаче музею всех технических новшеств, описаний и чертежей изобретений, сделанных сотрудниками завода. Также многие старые работники предприятия передали свои вещи, относившиеся к первым годам «Станколита». За первые два года деятельности музея в нём было организовано около 200 экскурсий, его посетили около 15 000 человек. На смотре заводских музеев в 1982 году музей предприятия занял третье место. Музей был закрыт в 1991 году в связи с отсутствием у предприятия средств на его содержание.

## Станция
Не позднее 1952 года для подвоза рабочих на завод на Алексеевской соединительной линии между платформами Савёловская и Ржевская была открыта железнодорожная платформа «Станколит». 21 ноября 2019 года станция была закрыта. При открытии 9 сентября 2023 года движения системы МЦД-4 по Алексеевской соединительной линии, платформа не была восстановлена и по состоянию на лето 2024 года на официальных схемах отсутствует.